# Karolina Mária Bourbon–parmai hercegnő
Karolina Mária Terézia Jozef(in)a (olaszul: Carolina Maria Teresa Giuseppa di Borbone, Principessa di Parma, németül: Carolina Maria Theresia Josephina von Bourbon–Parma) (Parma, 1770. november 22. – Drezda, 1804. március 1.), a Bourbon-ház parmai ágából származó hercegnő, Miksa szász herceg első felesége, házassága révén a Szász Választófejedelemség hercegnéje, II. Frigyes Ágost és I. János szász királyok édesanyja.

## Élete

### Származása
Mária Karolina hercegnő édesapja I. Ferdinánd parmai herceg (1751–1802) volt, I. Fülöp parmai herceg (1720–1765) és Lujza Erzsébet francia királyi hercegnő (1727–1759) fia, XV. Lajos király és V. Fülöp spanyol király unokája. 
Édesanyja Habsburg–Lotaringiai Mária Amália főhercegnő (1746–1804) volt, Mária Terézia osztrák uralkodó főhercegnő és I. (Lotaringiai) Ferenc német-római császár nyolcadik leánya, VI. Károly császár unokája.
Hét testvér közül csak hárman érték meg a felnőttkort, köztük Karolina Mária, a legidősebb:
- Karolina Mária hercegnő (1770–1804), Miksa szász trónörökös (1759–1838) első felesége.
- Lajos (Lodovico) Ferenc Filibert herceg (1773–1803), Parma címzetes hercege, Etruria királya, Mária Lujza Jozefa spanyol infánsnő férje.
- Mária Antónia (Antonietta) hercegnő (1774–1841), Szent Orsolya-rendi apáca.
- Sarolta (Carlota) hercegnő (1777–1813).
- Fülöp herceg (1783–1786), kisgyermekként meghalt.
- Antónia Lujza hercegnő (*/† 1784), születésekor meghalt.
- Lujza Mária hercegnő (1787–1789), kisgyermekként meghalt.

Apai felmenői jogán spanyol infánsnői rangot is viselt, és már születésekor felavatták a spanyol királyi Mária Lujza királyné-rend hölgyévé (Dama de la Real Orden de la Reina María Luisa). Gyermekkorát Parmában töltötte.

### Házassága, gyermekei

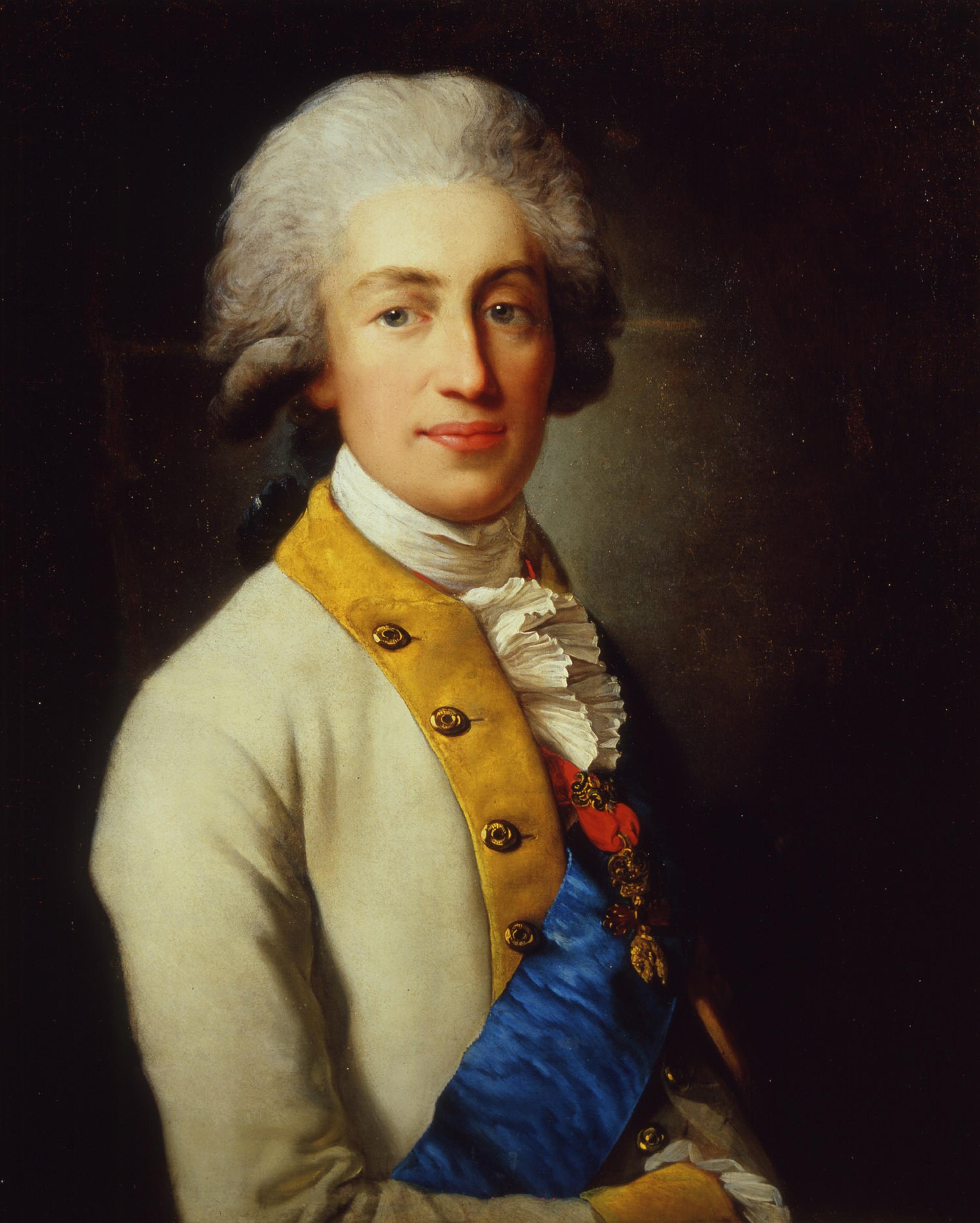
Miksa szász királyi herceg

A 22 éves Karolina Mária hercegnő 1792. április 22-én Parmában képviselők útján (per procurationem) házasságot kötött a katolikus Wettin-házból származó, 33 éves Miksa szász herceggel (1759–1838), Frigyes Keresztély szász választófejedelem (1722–1763) és Mária Antónia Walpurgis bajor hercegnő (1724–1780) legfiatalabb, ötödik fiával, III. Ágost lengyel király unokájával, III. Frigyes Ágost szász választófejedelem öccsével, a Szász Választófejedelemség (1806-tól a Szász Királyság) későbbi kijelölt trónörökösével.
Az ünnepélyes esküvőt mindkét fél személyes részvételével május 9-én Drezdában, a Szász Választófejedelemség fővárosában tartották. Házasságukból 7 gyermek született:
- Mária Amália Friderika hercegnő (1794–1870), színházi és operaszerző.
- Mária Ferdinanda Amália hercegnő (1796–1865), aki 1821-ben III. Ferdinánd toszkánai nagyhercegnek (1769–1824), II. Lipót német-római császár fiának második felesége lett.
- Frigyes Ágost Albert Maria herceg (1797–1854), aki 1819-ben Habsburg–Lotaringiai Mária Karolina Ferdinanda főhercegnőt (1801–1832) vette feleségül, és 1836-ban II. Frigyes Ágost néven Szászország királya lett.
- Kelemen (Clemens) Maria Nepomuk herceg (1798–1822).
- Mária Anna Karolina hercegnő (1799–1832), aki 1817-ben II. Lipót toszkánai nagyherceghez, III. Ferdinánd nagyherceg fiához ment feleségül.
- János Nepomuk herceg (1801–1873), aki 1822-ben Amália Auguszta bajor királyi hercegnőt (1801–1877), I. Miksa bajor király leányát vette feleségül, és 1854-től I. János néven Szászország királya lett.
- Mária Jozefa Amália hercegnő (1803–1829), 1819-től VII. Ferdinánd spanyol király harmadik felesége.

1804. március 1-jén hunyt el Drezdában. A drezdai katolikus székesegyház (Katholische Hofkirche) Wettin-kriptájában (Wettinergruft) helyezték örök nyugalomra. 
Az özvegy Miksa herceg 21 éven át nem nősült újra. Végül 1825 őszén, 66 éves korában feleségül vette a 23 éves Mária Lujza Sarolta Bourbon–parmai hercegnőt (1802–1857), I. Lajos etruriai király (1773–1803) és Mária Lujza Jozefa spanyol infánsnő (1782–1824) leányát, saját elhunyt feleségének, Karolina Mária hercegnőnek unokahúgát, aki 43 évvel fiatalabb volt nála. Miksa trónörökös második házasságból nem születtek utódok. 1838. január 3-án elhunyt. Első felesége mellett, a drezdai székesegyházban nyugszik.

## Külső hivatkozások
- Családi, életrajzi adatai
- A Gothai Alamanch.
- A parmai Bourbonok családfái.[halott link]
- Családi, életrajzi adatai.
- Családi adatai (Royaltyguide).